# 条約若ハ慣行ニ依リ居住ノ自由ヲ有セサル外国人ノ居住及営業等ニ関スル件
条約若ハ慣行ニ依リ居住ノ自由ヲ有セサル外国人ノ居住及営業等ニ関スル件（じょうやくもしくはかんこうによりきょじゅうのじゆうをゆうせざるがいこくじんのきょじゅうおよびえいぎょうとうにかんするけん、明治32年勅令第352号）は、大日本帝国内に居住する外国人の法的地位について規定した勅令。昭和二十年勅令第五百四十二号「ポツダム」宣言ノ受諾ニ伴ヒ発スル命令ニ関スル件ニ基ク治安維持法廃止等ノ件（昭和20年勅令第575号）1条の規定によって、昭和20年（1945年）10月15日から廃止された。

## 概要
嘉永7年（1854年）に締結された日米和親条約や、その後の安政五カ国条約等によって、日本は、多くの片務・不平等条約を締結していたが、四半世紀にわたる条約改正の外交努力によって、明治27年（1894年）の日英通商航海条約を皮切りに、欧米14か国との間で相次いで改正条約が締結されるに至った。
日英通商航海条約においては、施行日が調印後5年後とされたため、改正諸条約は、明治32年（1899年）7月17日（一部の国との間では、同年8月4日）に実施されることとなり、内地雑居（外国人居留地の撤廃と、外国人の居住の自由）が認められることとなったが、改正条約による内地雑居が認められていない外国人についても同様に居住の自由を保障する必要が生じたことから、本勅令を制定することによって、外国人の居住の自由が認められることとなった。
本勅令においては、条約又は慣行によって居住の自由を有しない者であっても、従前の居住地以外において、居住、移転、営業その他の行為をすることができることとされた（1条1項本文）。ただし、労働者は行政官庁の許可を受けなければ、従前の居留地及び雑居地以外において居住し、又はその業務を行うことができないものとされた（1条1項ただし書）。このように、労働者についてその自由を認めないこととした理由は、当時の情勢として、世界各地において華僑の進出が注目されていたため、わが国においても中国人労働者の流入を阻止するための措置を必要としたからであるとされている。
なお、本勅令の施行細則として、「条約若ハ慣行ニ依リ居住ノ自由ヲ有セサル外国人ノ居住及営業等ニ関スル件施行細則」（明治32年内務省令第42号）が制定されており、「行政官庁」とは庁府県長官をいうものとされるとともに（同細則1条）、「労働者」とは農業、漁業、鉱業、土木、建築、製造、運搬、挽車、仲仕業その他雑役に関する労働に従事するものをいい、家事に使用され、又は炊爨若しくは給仕に従事する者は、除外された（同細則2条）。